# Volkswagen Kübelwagen

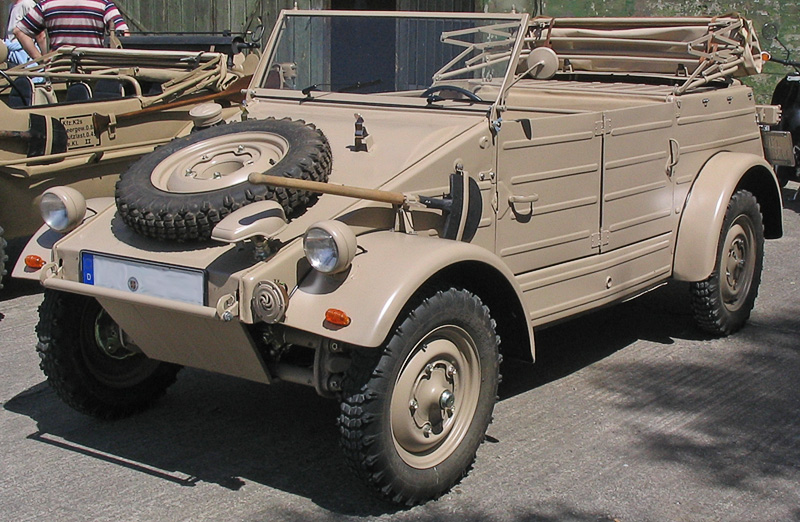
VW Kübelwagen

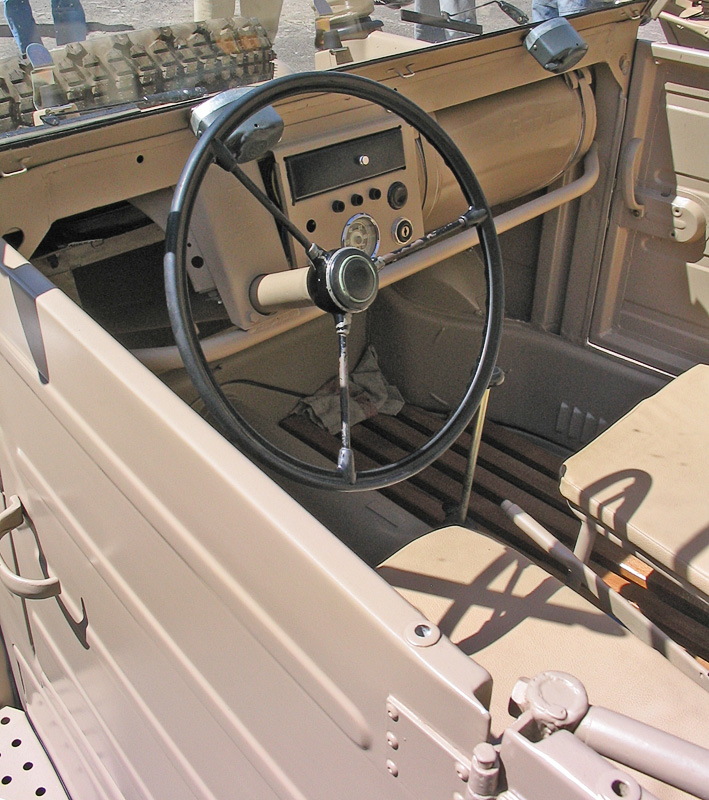
interieur

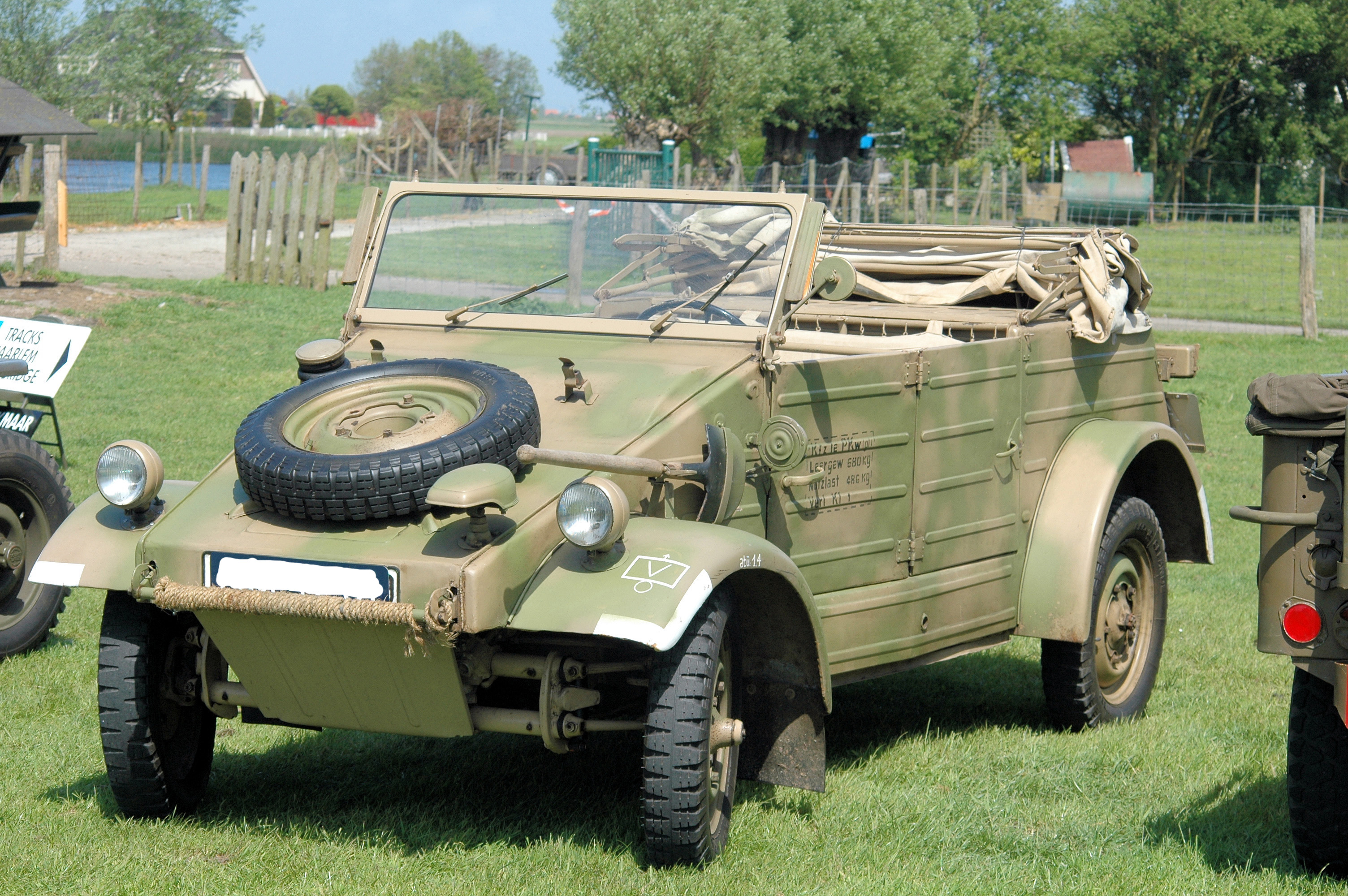
Kübelwagen (VW type 82 1943)

De Volkswagen Kübelwagen (Volkswagen Typ 82) was een personenvoertuig dat tijdens de Tweede Wereldoorlog werd gebruikt door de Duitse Wehrmacht en de Waffen-SS.

## Geschiedenis
De auto was gebaseerd op de voorloper van de Volkswagen Kever en werd gebouwd in de Volkswagenfabriek in KdF-Stadt, het huidige Wolfsburg. Er zijn circa 55.000 stuks gebouwd. Deze Kübelwagen had dezelfde taak als de jeep bij de geallieerden. Omdat de Volkswagen Kübelwagen alleen achterwielaandrijving had, waren de prestaties in ruw terrein echter slechter dan die van de vierwielaangedreven jeep.

## Voorgeschiedenis
Toen in 1934 de eisen voor de Kraft durch Freude-Wagen, de latere Volkswagen Kever, werden vastgesteld, werd al aan een militaire uitvoering gedacht. Een van de eisen was dat het voertuig plaats moest bieden aan drie soldaten plus een machinegeweer en bijbehorende munitie. In 1937 werd een van de exemplaren uit de proefserie van dertig stuks dan ook als driezitter uitgerust. Omdat de gewone KdF-Wagen niet geschikt was als terreinwagen, ontwikkelde Ferdinand Porsche een aparte versie. Dit model stond bekend als Porsche Typ 62. Het had een rechthoekige stalen carrosserie, ontworpen door Erwin Komenda die vanaf 1931 bij Porsche werkte. Anders dan de KdF-Wagen die het met twee deuren moest doen, was de Typ 62 vierdeurs. De voorste portieren waren uitgevoerd als zelfmoordportier. De motor was een aangepaste versie van de luchtgekoelde viercilinder boxermotor uit de KdF-Wagen. Ook de assen en de aandrijving werden aangepast. Rond 1938-1939 was het prototype af. Enkele exemplaren uit een proefserie deden in het najaar van 1939 mee aan de Duitse inval in Polen, en nu bleken de nadelen. Typ 62 kon niet langzaam genoeg rijden om een troep marcherende soldaten bij te blijven, en de bodemvrijheid was te klein waardoor het voertuig in ruw terrein snel vast kwam te zitten. Porsche wijzigde daarop de aandrijving, en vergrootte de bodemvrijheid. Deze verbeterde versie werd bekend als Typ 82.

## Productie

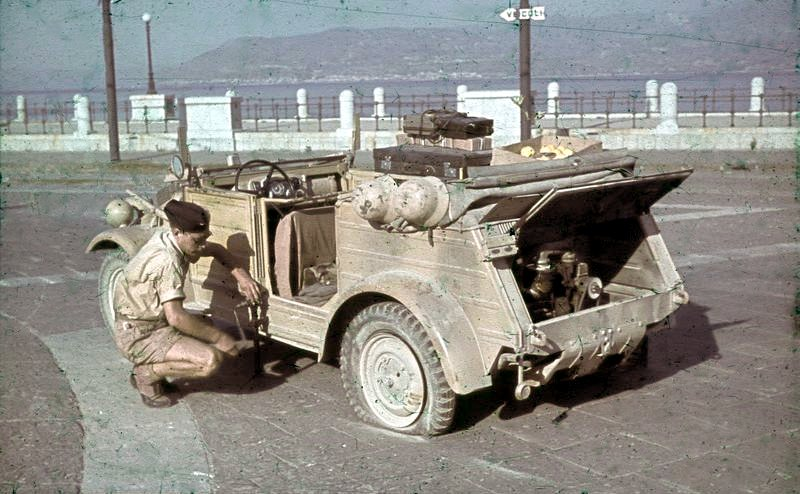
Kübelwagen met pech (Sicilië, 1943)

In februari 1940 begon de productie, in de Volkswagenfabriek in KdF-Stadt. De stalen carrosserieën werden bij Ambi-Budd in Berlijn gebouwd, en per trein naar KdF-Stadt getransporteerd. Op 20 december 1940 rolde het duizendste exemplaar van de lopende band. In totaal werden circa 55.000 stuks gebouwd. (Ter vergelijking: de Amerikanen bouwden tijdens de oorlog meer dan 600.000 jeeps.) De Kübelwagens deden dienst in heel Europa en in de woestijn in Noord-Afrika.
In de loop van de oorlog werd de cilinderinhoud van de boxermotor opgevoerd van 985 cc tot 1131 cc. Ook werden enkele speciale uitvoeringen gebouwd; onder andere een half-trackversie voor het oostfront (Typ 155), en een versie met een gasgenerator die met hout, bruinkool of steenkool kon worden gevoed (Typ 230).

Toen de troepen van de Sovjet-Unie aan het eind van de oorlog Berlijn naderden, viel de productie stil omdat Ambi-Budd geen carrosserieën meer naar KdF-Stadt kon versturen.
Ferdinand Porsche ontwikkelde ook een vierwielaangedreven versie van de Kübelwagen. Er werden enkele stuks Typ 86 gebouwd, een vierwielaangedreven versie van het Typ 62 prototype, maar de ontwikkeling werd stopgezet ten faveure van de Typ 87, een vierwielaangedreven versie van de productie-uitvoering Typ 82 (1941). Hiervan werd bij Porsche in Stuttgart slechts een handvol exemplaren gebouwd (waarschijnlijk niet meer dan zes), maar dit voertuig is uit historisch oogpunt belangrijk: het was de eerste door Porsche gebouwde auto met een 1086 cc motor. Deze motor bezat de standaard Volkswagen krukas, maar had een boring van 73.5 mm. Hij werd later gebruikt in de Porsche 356.

Het project voor een vierwielaangedreven Kübelwagen werd ten slotte losgelaten ten faveure van de Schwimmwagen.
In de jaren zeventig werd op basis van de VW Kever een Kübelwagen-achtig model gebouwd, de Volkswagen Type 181; in Noord-Amerika Model 181 "Thing" genoemd.

## Technische gegevens
- lengte: 3,74 m
- breedte: 1,6 m
- hoogte: 1,65 / 1,11 m
- leeggewicht: 750 kg
- gewicht, gevechtsklaar: 1150 kg
- bepantsering: geen
- motor: 4 cilinder boxermotor, luchtgekoeld
- cilinderinhoud: 985 cc / 1131 cc
- aantal versnellingen: vier vooruit; 1 achteruit
- maximumsnelheid op de weg: 80 km/u
- bereik 400 – 450 km